# Carlo Maria Pintacuda
Carlo Maria Pintacuda, italijanski dirkač, * 18. september 1900, Firence, Italija, † 8. marec 1971, Buenos Aires, Argentina.

## Življenjepis
Carlo Maria Pintacuda se je rodil 18. septembra 1900 v italijanskem mestu Firence. Bil je eden najboljših dirkačev iz Firenške šole, ostali znani dirkači so Gastone Brilli-Peri, Clemente Biondetti in Giulio Masetti. Prvi večji uspeh je dosegel v sezoni 1935, ko je zmagal na dirki Mille Miglia. V naslednji sezoni 1936 je dosegel zmagi na dirkah Velika nagrada Sao Paula in Coppa Ciano, kjer je dirkal skupaj s slovitim Taziom Nuvolarijem. V sezoni 1938 je dosegel svojo drugo zmago tako na dirki Mille Miglia, kot tudi na Veliki nagradi Sao Paula. Po končani dirkaški karieri se je preselil v Buenos Aires, kjer je odprl trgovino. Umrl je leta 1971 v starosti 70-tih let.